# 情报与安全总局
情报与安全总局（荷蘭語：Algemene Inlichtingen- en Veiligheidsdienst），原情报总局（荷蘭語：Binnenlandse Veiligheidsdienst），荷兰的情报和安全机构，负责国内、国际和信号情报以及保护国家安全。该机构现隶属于荷兰内政及王国关系部。1968年曾成立荷兰马列主义党在中华人民共和国从事间谍活动。